# پیرولیز استر
پیرولیز استر در شیمی آلی یک واکنش پیرولیز تحت خلأ است که طی آن استرهای حاوی یک اتم هیدروژنِ بتا به کربوکسیلیک اسید مربوطه و آلکن تبدیل می‌شود. این واکنش گونه ای حذف Ei است و منجر به ایجاد صورتبندی سین می‌شود.
به عنوان مثال می‌توان به سنتز اکریلیک اسید از اتیل اکریلات در ۵۹۰ درجه سانتی‌گراد یا سنتز ۴٬۱-پنتادی‌ان از ۵٬۱-پنتان‌دی‌ال دی‌استات در ۵۷۵ درجه سانتی‌گراد یا ساخت یک چارچوب سیکلوبوتن در ۷۰۰ درجه سانتی‌گراد اشاره کرد.